# Moloko
Молоко (енгл. Moloko) је био електроника/поп дуо из Енглеске, који су чинили Рошин Мерфи и Марк Бритон. Назив састава потиче од руске речи за млеко, молоко.
Први албум, Do You Like My Tight Sweater? и I Am Not a Doctor су запазили пажњу ундерграунд музичке денс сцене. Бенд се прославио са синглом "Sing It Back", песма са албума I Am Not a Doctor за коју је Борис Длугоч направио ремикс. Песма је постала велики хит и пробила се међу top-five у Уједињеном Краљевству 1999. године.
Молоко је такође имао успеха са песмом "The Time Is Now", први синг са трећег албума Things to Make and Do. Чланови групе су раскинули своју љубавну везу 2001. године. После њиховог прекида, снимили су још један, њихов последњи албум, Statues.
После турнеје поводом издања новог албума, чланови групе су се разишли. Рошин је кренула у соло каријеру, док Марк ради на мањим пријектима у свом студију.

## Диксографија

#### Албуми
| Година | Назив |
| 1995.  |       |
| 1998.  |       |
| 2000.  |       |
| 2003.  |       |